# Sherman Oaks
Sherman Oaks – dzielnica Los Angeles, w regionie doliny San Fernando w Kalifornii w Stanach Zjednoczonych. Pochodzą z niego m.in. Mary-Kate i Ashley Olsen, Jennifer Aniston oraz Mike Shinoda.